# Spiochaetopterus costarum
Spiochaetopterus costarum är en ringmaskart som först beskrevs av Jean Louis René Antoine Édouard Claparède 1869.  Spiochaetopterus costarum ingår i släktet Spiochaetopterus och familjen Chaetopteridae. Arten har ej påträffats i Sverige.

## Underarter
Arten delas in i följande underarter:
- S. c. pottsi
- S. c. okudai
- S. c. oculatus
- S. c. monroi